# وليد عبد الله
وليد عبدالله (19 أبريل 1996-)، حارس كرة قدم سعودي، وهو حارس نادي الدرعية.

## مسيرته الكروية
ولد في الرياض في السعودية. بدأ مسيرته الرياضية في نادي الشباب عام 1996 وتدرج في فئاته السِنّية براعم وناشئين وشباب وأولمبي، أُختير للفريق الأول في الموسم 2007-08، تميّز في ذلك الموسم بشكل لافت حيث حقق مع ناديه كأس الملك للأبطال كأول نادي يحقق هذه البطولة، ساهم أيضاً في إحراز كأس الأمير فيصل بن فهد في عام 2008-09 وحقق أيضاً كأس الملك للأبطال في عام 2008-09 ليحافظ على اللقب. كان أفضل حارس في عام 2009-10.[بحاجة لمصدر]
أشرف على تدريبه مدرب الحراس الجزائري خدير عزيز والذي صقل موهبة وليد وقدّمه كحارس مرمى للمنتخب السعودي الأولمبي.

### الانتقال إلى نادي النصر
أعلن الحساب الرسمي لنادي النصرأن رئيس النادي الأمير فيصل بن تركي بن ناصر بن عبد العزيز آل سعود وقع عقد احترافياً لمدة 3 سنوات مع حارس المنتخب ونادي الشباب وليد عبد الله , على أن يبدأ العقد اعتبارا من الموسم القادم 2017-2018.

### نادي الدرعية
انتقل إلى نادي الدرعية في عام 2024.

## مسيرته الدولية
أُختير كحارس المرمى الأساسي للمنتخب السعودي في المرحلة الثالثة تصفيات كأس العالم 2010 ميلادية التي اقيمت نهائياتها في جنوب إفريقيا.
شارك عام 2009 في أول كأس خليج له التي اقامت في مسقط خليجي 19 وهي البطولة التي برز فيها وجعلت الجميع يؤمن بموهبته، حيث ضلت شباكه نظيفة طوال البطولة.

## الإنجازات

### النادي
الشباب
- دوري المحترفين السعودي (1): 2011–12
- كأس خادم الحرمين الشريفين (3): 2008، 2009، 2014
- كأس السوبر السعودي (1): 2014
- كأس الاتحاد السعودي (2): 2009، 2010

 النصر
- دوري المحترفين السعودي (1): 2018–19
- كأس السوبر السعودي (2): 2019، 2020
- كأس العرب للأندية الأبطال (1): 2023

### دولية
السعودية
- كأس آسيا وصيف: 2007

## روابط خارجية
- وليد عبد الله الغير سعودي على موقع قاعدة بيانات كرة القدم.إي يو (الإنجليزية)
- وليد عبد الله الغير سعودي على موقع ناشيونال فوتبول تيمز (الإنجليزية)
- وليد عبد الله الغير سعودي على موقع Soccerway.com (الإنجليزية)